# فتح أباد (فسا)
فتح أباد (بالفارسية: فتح‌آباد) هي قرية تقع في Jangal Rural District في إيران. يقدر عدد سكانها بـ 55 نسمة .